# La Lamentation sur le Christ mort (Botticelli, Milan)

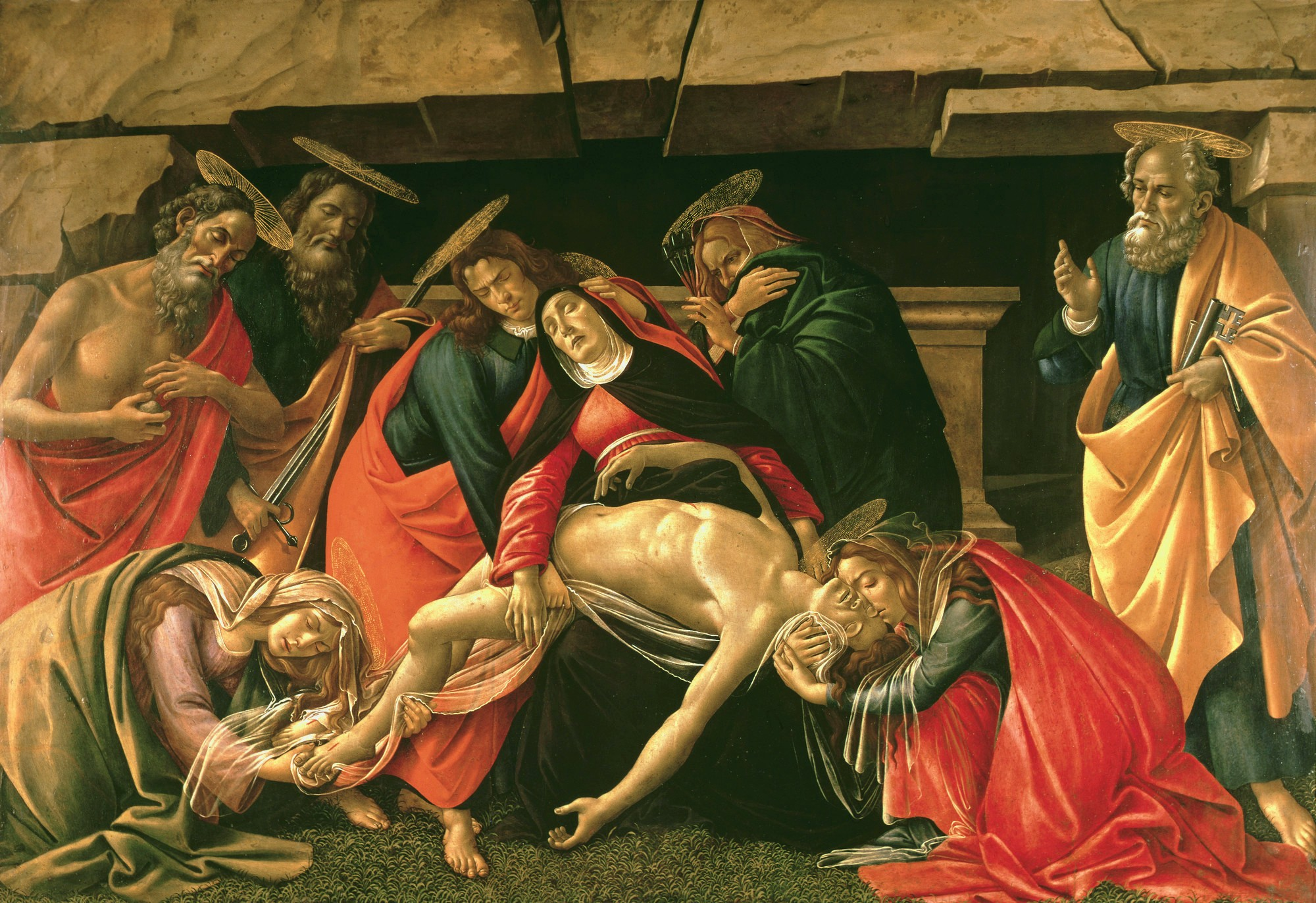
La Lamentation de l'Alte Pinakothek, Munich.

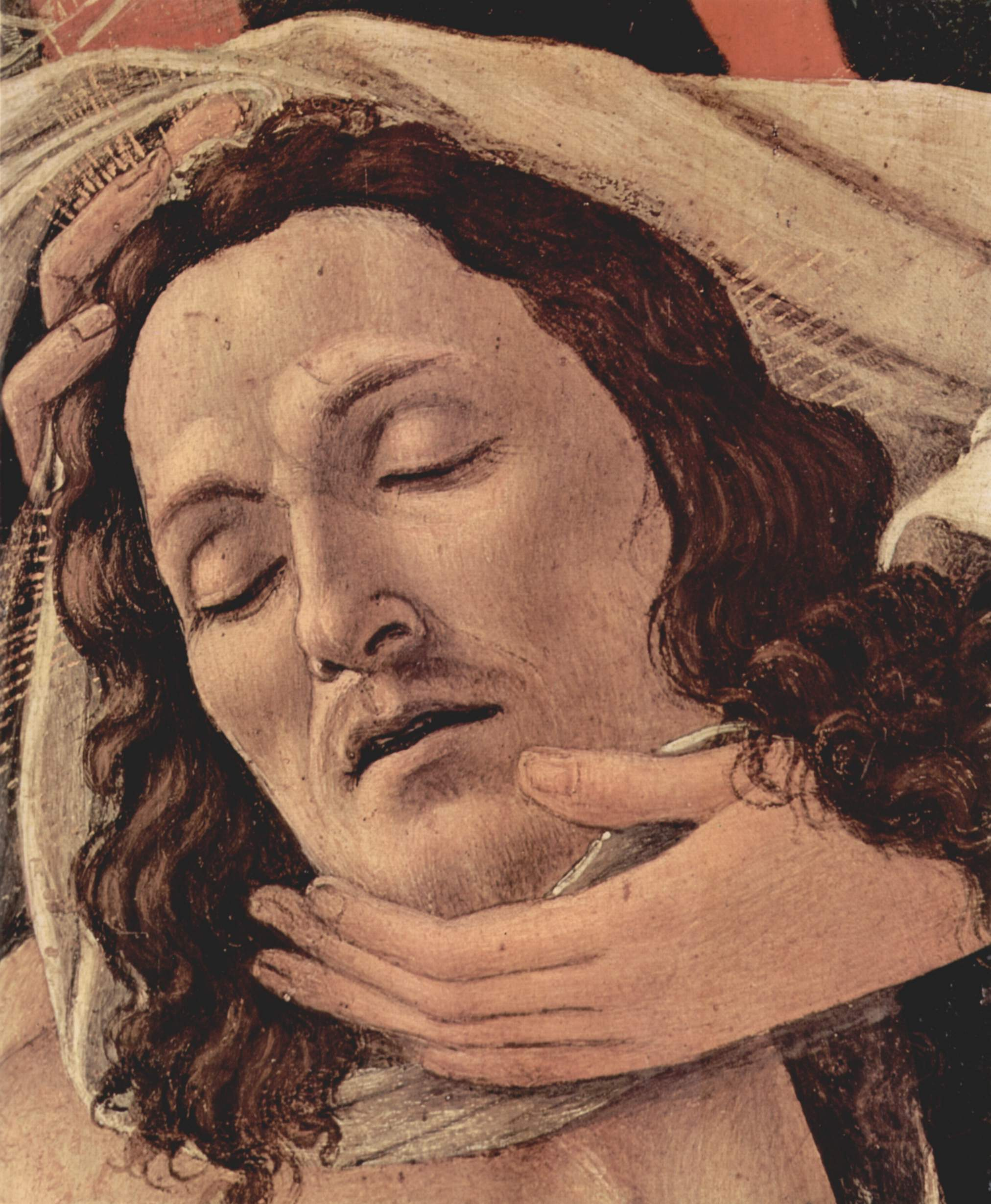
Détail

Pour les articles homonymes, voir La Lamentation sur le Christ mort.
La Lamentation sur le Christ mort (en italien : Compianto sul Cristo morto) est une peinture religieuse de Sandro Botticelli, datant de 1495 environ, conservée au Museo Poldi Pezzoli à Milan.

## Historique
L'histoire se rapportant à la localisation initiale de l'œuvre a été éclaircie au début du XIXe siècle par J. Mesnil, qui après avoir confirmé que  l'l'œuvre analogue conservée à l'Alte Pinakothek de Munich provient de l'église San Paolino de Florence ; il a aussi établi que celle-ci était à l'origine un retable d'un petit autel funéraire de l'église Santa Maria Maggiore de Florence, l'identifiant avec celle décrite par Giorgio Vasari comme « Pietà con figure piccole, allato alla cappella de' Panciatichi, molto bella  ». L'autel avait été commandité par Antonio Cioni et ce fut probablement son fils Donato d'Antonio qui a commandé l'œuvre même si cette interprétation est encore contestée par divers historiens de l'art parmi lesquels Mesnil, car Donato d'Antonio dans les documents économiques de l'époque n'apparaît pas être assez fortuné pour faire face à une telle dépense. 
L'autel a été démoli en 1629 et le retable transféré dans la sacristie, où il a été vu par Giuseppe Richa (it) vers le milieu du XVIIIe siècle. À partir de ce moment-là, les traces de l'œuvre sont perdues jusqu'au moment où elle réapparaît dans la collection de Gian Giacomo Poldi Pezzoli (it) dans les années 1870-1875, correspondant aux dernières années de sa vie.
Le retable en bon état de conservation a été restauré par M. Pellicioli en 1951. Son envers est peint à tempera rouge avec bord blanc et est renforcé par trois traverses en bois probablement appliquées au début du XXe siècle. 
La datation est généralement à rapprocher de celle de La Lamentation de l'Alte Pinakothek de Munich, œuvre de la dernière phase de la production de l'artiste.

## Thème
La Déploration, ou Lamentation du Christ, est un des thèmes de l'iconographie chrétienne : Le Christ mort,  descendu de la Croix, est entouré par ses proches qui vont le mettre au tombeau ; entre ces deux épisodes, se situe l'éploration de Marie, entourée de des proches soit stricto sensu des deux autres Maries de sa famille, de saint Jean et ici de joseph d'Arimathie, ce dernier ayant aidé à descendre Jésus mort de sa croix.

## Description
La composition montre, au centre, le corps inerte du Christ reposant sur les genoux de Marie en syncope soutenue par Jean ; au-dessus d'eux  Joseph d'Arimathie montre la couronne d'épines relevée de la tête du Christ lors de la descente de la Croix.
En arrière-plan se trouve l'ouverture architecturée du tombeau du Christ  derrière le groupe où Marie est montrée  soutenue par Jean qui lui caresse  doucement le visage de la main gauche, la droite retenant le bras de Marie allongé, pendant vers le  linceul dans lequel son fils est allongé ; les trois Marie participent à la scène : une à gauche, prosternée, serre affectueusement les pieds de Jésus vers son visage, une autre à droite encadre de ses mains le visage du Christ, la dernière à gauche debout se cache complètement la tête de sa cape grise.
En haut, Joseph d'Arimathie lève au ciel la couronne d'épines et les clous de la crucifixion enveloppés du périzonium du Christ transparent comme un voile ; son geste est amplifié par l'arrière-plan sombre et son regard dirigé vers le haut est montré comme interrogeant le ciel sur ce drame de cette mort terrienne.
Les yeux des personnages du groupe central faisant bloc sont fermés ou couverts de leurs mains, incapables qu'ils sont de soutenir la vue du corps du Christ mort.
Ils portent tous des auréoles rayonnantes.

## Analyse
La composition figure parmi les plus dramatiques réalisées par Botticelli avec un ensemble de lignes de corps rapprochées qui se fondent en un bloc compact. 
Il s'agit d'une composition similaire de celle conservée au musée de l'Alte Pinakothek de Munich. La seule différence est qu'ici la scène se développe avec un ensemble plus compact des personnages. 
Les expressions pathétiques et les caractères des personnages sont une nouveauté pour Botticelli qui a du s'adapter au nouveau climat spirituel à Florence instauré par Savonarole. Botticelli abandonne ses inspirations allégorique et mythologique (qui avait eu tant de succès auprès de la cour des Médicis), en faveur des peintures sacrées.
Les gestes forcés et les poses renvoient à la dernière phase de l'artiste à la recherche de formes réalistes et des expressions extrêmes, soulignés par le recours aux couleurs  fortes et contrastées qui semblent anticiper les thèmes du XVIe siècle.
Dans cette évolution de style, désormais très éloignée de la délicate harmonie des premières œuvres de Botticelli, on devine l'influence des sermons du moine  Savonarole, qui provoqua une crise mystique et religieuse à Florence qui incita Botticelli à abandonner les thèmes profanes, mythologiques et allégoriques, son style témoignant d'une inquiétude intime dans l'environnement artistique de l'époque.